# Bebo Norman

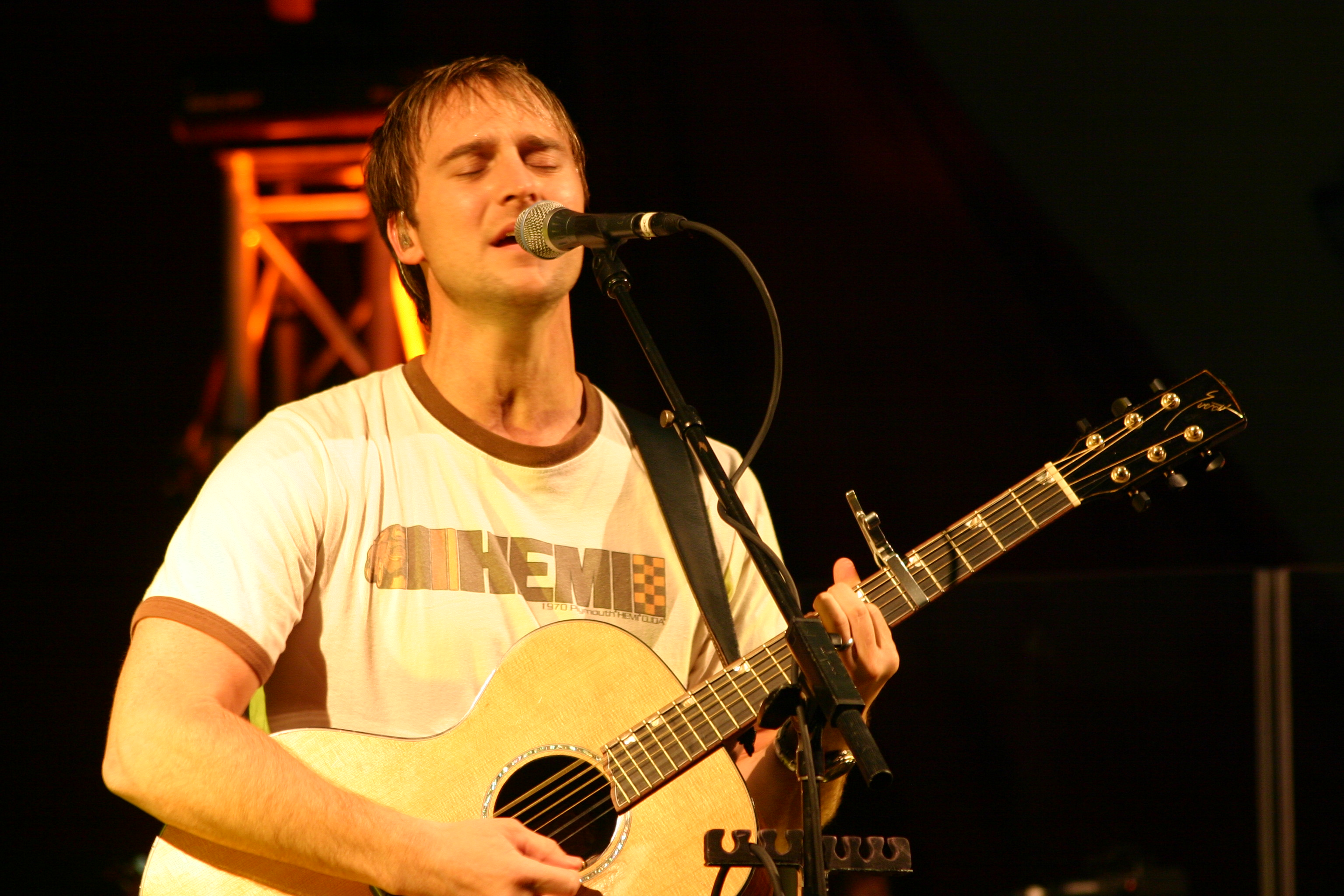
Bebo Norman

Jeffrey Stephen „Bebo“ Norman (* 29. Mai 1973 in Columbus, Georgia, USA) ist ein US-amerikanischer Sänger, Gitarrist und Komponist aus dem Bereich der christlichen Popmusik.

## Anfänge
Norman war ursprünglich involviert in Young Life, einem US-amerikanischen christlichen Jugendwerk, und sammelte eine beachtliche Fan-Basis, indem er auf deren Sommercamps spielte. Dort traf er unter anderem mit dem Musiker Matt Wertz und dem Produzenten Ed Cash (produzierte auch Amy Grant, Chris Tomlin, Bethany Dillon) zusammen, die sich auch im Rahmen von Young Life engagierten. Bis zu seinem dritten Album Big Blue Sky lag den CDs ein Blatt bei, auf dem zu Spenden an diese Organisation aufgerufen wurde. Sein Lied Walk Down This Mountain basiert auf Erlebnissen auf einer "Young Life Wilderness Ranch".
Norman hat einen Abschluss des "Presbyterian College" in Clinton, South Carolina.

## Erstes Album
Sein Debüt-Album trägt den Titel The Fabric of Verse, wurde 1996 "independent" aufgenommen, aber vom Label Watershed Records im Dezember 1999 erneut veröffentlicht.
Im selben Jahr (September 1999) wurde das Nachfolgealbum mit dem Titel Ten Thousand Days vom selben Label Watershed Records veröffentlicht. Daher wird dieses mitunter auch als Debüt-Album bezeichnet.

## Musikalische Entwicklung
Nach den ersten beiden Alben wechselte Norman zum Label Essential, das seine weiteren Alben Big Blue Sky, Myself When I Am Real, Try, Between the Dreaming and the Coming True (September 2006) und Great Light of the World: The Best of Bebo Norman herausbrachte.
Ab dem Jahr 2007 wird er bei den Künstlern des Labels BEC aufgeführt (BEC hat u. a. Kutless und Jeremy Camp unter Vertrag). Mit dieser Plattenfirma brachte er im Oktober 2007 das Weihnachtsalbum Christmas... From The Realms Of Glory heraus.
Seine bislang erfolgreichste CD war gemäß der englischen Wikipediaseite Myself When I Am Real, größere Bekanntheit erlangten seine Lieder Great Light of the World, Falling Down, Disappear, Nothing Without You, I Will Lift My Eyes und Borrow Mine.
Der Titel seines aktuellen Studio-Projekts Between the Dreaming and the Coming True basiert auf dem gleichnamigen Buch des Autors Robert Benson. Es beschreibt die Spannung zwischen dem Alltag auf dieser Erde und der Hoffnung auf die ewige Herrlichkeit, die auf Christen wartet. Produziert wurde es von ihm gemeinsam mit Jason Ingram (schrieb u. a. Lieder für Building 429, Sonicflood, Rebecca St. James), der dabei große Anteile am Songwriting hatte. Sein Song To Find My Way To You wurde für Werbeclips der CBS-Sitcom The Class verwendet.
Normans Fans werden Simpletons genannt – auf Deutsch etwa Einfältige Leute.
Er arbeitet zurzeit mit der mildtätigen Organisation Compassion International zusammen, die sich vorrangig um Patenschaften für bedürftige Kinder kümmert.
Für das im September erscheinende Album „Bebo Norman“ wurden im Juli 2008 zwei Radio-Singles veröffentlicht: "Pull me out" und "Britney". In "Britney" entschuldigt er sich bei Britney Spears für die schwere harte Zeit, die sie durch die Bevölkerung hatte, da diese immer nur auf ihr herumgehackt und ihr beim Absturz zugesehen haben, anstatt ihr zu helfen.

## Auszeichnungen
- 2008: Dove Award Nomination zum Weihnachtsalbum des Jahres für Christmas... From The Realms Of Glory[4]

## Tourneen
- Bekannt wurde Norman durch Auftritte mit der christlichen Band Caedmon’s Call, mit der er auch einen gemeinsamen Song Holy Is Your Name aufnahm, der auf dem Album With Open Hands erschien.
- Er wurde begleitet von Bethany Dillon und Jason Morant auf seiner Tour im Herbst 2004.
- Im Herbst 2006 machte er eine gemeinsame Tournee mit den christlichen Künstlern Aaron Shust und Brandon Heath.
- Die beiden Musiker Shane & Shane tourten im Sommer 2007 zusammen mit Norman unter dem Titel Pages Tour.

## Biografisches
Verheiratet ist er seit 2003 mit Roshare Finecey. Er hat einen Sohn Smith Everett (* 20. März 2007).

## Diskografie

### Studioalben
| Jahr | Titel                                    | Höchstplatzierung, Gesamtwochen, AuszeichnungChartplatzierungen (Jahr, Titel, Platzierungen, Wochen, Auszeichnungen, Anmerkungen) | Höchstplatzierung, Gesamtwochen, AuszeichnungChartplatzierungen (Jahr, Titel, Platzierungen, Wochen, Auszeichnungen, Anmerkungen) | Anmerkungen                              |
| Jahr | Titel                                    | US | Christ | Anmerkungen                              |
| ---- | ---------------------------------------- | --- | --- | ---------------------------------------- |
| 1996 | The Fabric of Verse                      | — | — | Erstveröffentlichung: 1996               |
| 1999 | Ten Thousand Days                        | — | Christ11 (5 Wo.)Christ | Erstveröffentlichung: 14. September 1999 |
| 2001 | Big Blue Sky                             | US141 (1 Wo.)US | Christ8 (3 Wo.)Christ | Erstveröffentlichung: 15. Mai 2001       |
| 2003 | Myself When I Am Real                    | US114 (1 Wo.)US | Christ7 (13 Wo.)Christ | Erstveröffentlichung: 10. September 2003 |
| 2004 | Try                                      | US159 (1 Wo.)US | Christ7 (9 Wo.)Christ | Erstveröffentlichung: 24. August 2004    |
| 2006 | Between the Dreaming and the Coming True | US187 (1 Wo.)US | Christ12 (14 Wo.)Christ | Erstveröffentlichung: 19. September 2006 |
| 2008 | Bebo Norman                              | — | Christ13 (3 Wo.)Christ | Erstveröffentlichung: 16. September 2008 |
| 2010 | Ocean                                    | US184 (1 Wo.)US | Christ15 (3 Wo.)Christ | Erstveröffentlichung: 28. September 2010 |
| 2012 | Lights of Distant Cities                 | — | Christ18 (1 Wo.)Christ | Erstveröffentlichung: 23. Oktober 2012   |

### Kompilationen
- 2007: Great Light of the World: The Best of Bebo Norman

### Weihnachtsalben
| Jahr | Titel                               | Höchstplatzierung, Gesamtwochen, AuszeichnungChartsChartplatzierungen (Jahr, Titel, Platzierungen, Wochen, Auszeichnungen, Anmerkungen) | Anmerkungen                           |
| Jahr | Titel                               | Christ | Anmerkungen                           |
| ---- | ----------------------------------- | --- | ------------------------------------- |
| 2007 | Christmas: From the Realms of Glory | Christ35 (6 Wo.)Christ | Erstveröffentlichung: 7. Oktober 2007 |

### EPs
- 2007: First Listen

### Singles
| Jahr | Titel Album                                                         | Höchstplatzierung, Gesamtwochen, AuszeichnungChartsChartplatzierungen (Jahr, Titel, Album, Platzierungen, Wochen, Auszeichnungen, Anmerkungen) | Anmerkungen                                     |
| Jahr | Titel Album                                                         | Christ | Anmerkungen                                     |
| ---- | ------------------------------------------------------------------- | --- | ----------------------------------------------- |
| 2003 | Holy Is Your Name –                                                 | Christ28 (7 Wo.)Christ | mit Cliff & Danielle Young                      |
| 2003 | Falling Down Myself When I Am Real                                  | Christ18 (26 Wo.)Christ |                                                 |
| 2003 | The Gathering –                                                     | Christ32 (9 Wo.)Christ | mit Caedmon’s Call, Dan Haseltine & Sara Groves |
| 2004 | Yes I Will Try                                                      | Christ18 (26 Wo.)Christ | feat. Joy Williams                              |
| 2005 | Disappear Try                                                       | Christ21 (26 Wo.)Christ |                                                 |
| 2005 | Nothing Without You Try                                             | Christ2 (31 Wo.)Christ |                                                 |
| 2005 | Borrow Mine Try                                                     | Christ30 (10 Wo.)Christ |                                                 |
| 2006 | Sometimes By Step Great Light of the World: The Best of Bebo Norman | Christ16 (19 Wo.)Christ | mit Rich Mullins                                |
| 2006 | I Will Lift My Eyes Between the Dreaming and the Coming True        | Christ6 (28 Wo.)Christ |                                                 |
| 2007 | Into the Day Between the Dreaming and the Coming True               | Christ26 (5 Wo.)Christ |                                                 |
| 2008 | Pull Me Out Bebo Norman                                             | Christ20 (20 Wo.)Christ |                                                 |
| 2010 | Never Saw You Coming Bebo Norman                                    | Christ30 (20 Wo.)Christ |                                                 |
| 2010 | Here Goes Ocean                                                     | Christ28 (19 Wo.)Christ |                                                 |
| 2013 | Sing of Your Glory –                                                | Christ33 (22 Wo.)Christ |                                                 |